# 닛폰 TV 화요드라마
닛폰 TV 화요드라마는 닛폰 TV이 편성했다 연속 TV 드라마이다.

## 방송 작품
- 섹시 보이스 앤 로보
- 탐정학원 Q
- 유한 클럽
- 봄비 맨
- 오센
- 학교 잖아 배우지 않는다!
- 오! 마이 걸!!
- 신의 물방울